# 渡嘉敷奈緒美
渡嘉敷 奈緒美（とかしき なおみ、1962年7月16日 - ）は、日本の政治家、薬剤師。自由民主党所属の元衆議院議員（4期）。
環境副大臣（第3次安倍第3次改造内閣・第4次安倍内閣）、厚生労働副大臣（第3次安倍第1次改造内閣）、厚生労働大臣政務官（第2次安倍内閣）、衆議院厚生労働委員長、自民党副幹事長、自民党厚生労働部会長、自民党環境部会長、杉並区議会議員（2期）、大阪府知的障害者陸上競技会会長などを歴任。
かな表記の「とかしきなおみ」名義で活動することも多い。

## 経歴
京都府京都市出身。祖父母は沖縄県に在住し、代々琉球王朝の御典医の家系であった。
聖心女子学院中等科・高等科を経て昭和大学薬学部卒業。薬剤師免許を取得。
1985年に資生堂（広報室）に入社。1992年に休職し早稲田大学ビジネススクール（経営学）に入学。
1993年に資生堂に復職。
1994年、大前研一が主催する一新塾に入塾し、政治を学ぶ。
1999年、杉並区議会選挙に在職立候補し初当選。その後、資生堂を退社。2003年、杉並区議会議員2期目の当選。
2005年7月、東京都議会選挙に出馬するが落選。同年9月、第44回衆議院議員総選挙に自民党公認で大阪7区より出馬、民主党前職の藤村修（比例復活で当選）らを破り、衆議院議員に初当選した。
2009年8月、第45回衆議院議員総選挙に自民党公認で大阪7区より出馬したが、藤村に敗れて落選した。
2012年12月、第46回衆議院議員総選挙に自民党公認で大阪7区より出馬、日本維新の会新人の上西小百合（比例復活で当選）、民主党前職の藤村（現職の内閣官房長官であったが比例復活もできず落選）らを破った。選挙後に発足した第2次安倍内閣で厚生労働大臣政務官（担当は医療、介護、子育て支援）に就任した（2013年9月に退任）。落選中に、薬剤師として勤務の傍らあたためていた政策「北大阪健康医療都市（健都）」に着手。吹田市・摂津市の両市にまたがる操車場跡地に「健都」をテーマにした世界初の街づくりをスタート。日本の基幹産業は「医療・健康産業」と見据えて、クラスター形式を目指した。
2014年12月、第47回衆議院議員総選挙に自民党公認で大阪7区より出馬し3選。
2015年10月、第3次安倍第1次改造内閣で厚生労働副大臣（労働、子育て支援、年金の担当）に就任した。
2016年8月、自民党厚生労働部会長に就任。
2017年8月、第3次安倍第3次改造内閣で環境副大臣に就任した。
同年10月、第48回衆議院議員総選挙に自民党公認で大阪7区より出馬し4選。
2018年10月、自民党環境部会長に就任。同年9月、北大阪健康医療都市（健都）がオープン。健都は、国立循環器病研究センター、国立医薬基盤・健康・栄養研究所、吹田市民病院を3本柱にした「健都」をテーマにした街。国立の研究機関をほぼ同時に2つもオープンさせた街は日本で初めて。ショッピングモール、住宅、公園、図書館、運動施設など街が必要とする機能を持っている。「医療・健康産業」の育成の場所として企業の集積場所をイノベーションパークを持つのが特徴。街をあげて循環器病を対象とした「病を発症させない医療」、「辛く・厳しく・苦しい」から「楽しく・面白く・愉快な」健康法の開発を手掛ける。目標は、目指せ「健康の観光地」である。
2019年5月、自民党大阪府連会長の左藤章が第19回統一地方選挙の敗北の責任を取り任期満了前に同職を辞任すると、後任として渡嘉敷が府連会長に就任。渡嘉敷は大阪維新の会が推し進める大阪都構想の住民投票の実施を容認する考えを示したほか、都構想反対の場合は、対案を提示するなど是々非々で今後政策論を維新と繰り広げていくべきと主張。
2020年10月、衆議院厚生労働委員長に就任。
2020年12月4日、新型コロナウイルスへの感染が判明した。
2021年10月31日の第49回衆議院議員総選挙・大阪7区は渡嘉敷、日本維新の会の奥下剛光、立憲民主党の乃木涼介、日本共産党新人、れいわ新選組新人の5人が立候補し、奥下が小選挙区で初当選した。自民党は比例近畿ブロックで8議席を獲得。登載順位単独1位の奥野信亮と同2位の柳本顕が比例で当選し、重複立候補した順位3位の6人の候補者が復活当選した。渡嘉敷は7番目の惜敗率（69.855％）により落選した。
2024年10月27日の第50回衆議院議員総選挙・大阪7区では、再び奥下に敗れた。

## 政策

### 厚生労働
- 2018年「北大阪健康医療都市（健都）」を地元、吹田市・摂津市の間にあった操車場跡地につくった。世界で初めて「健都」をテーマにした街として注目され、2019年健康大臣Ｇ２０大阪サミットを「健都」で開催を実現。我が国の予防医療に挑戦するモデル地域として、万博に向けた成長が期待される街となった。
- 両親から虐待を受けて相模原市児童相談所（児相）に保護を求めていた市立中学２年の男子生徒が自殺を図って死亡した問題について、問題発覚を受けて相模原市児童相談所を視察し、厚生労働副大臣として、職権保護の基準作りを行う考えを示した[15]。
- 「エコメディカルシティに向けた提言活動」[16]
- 「シニアから若い人への研修や柔軟な人事配置など、安全性を担保するための現場の努力を感じた」と事業場の前向きな活動に期待を込め、「鉄鋼業界では、今年に入ってから死亡災害が連続している。死傷者を出さないような形をつくって欲しい」と安全確保の重要性を訴えた[17]。

### 環境
- 「低炭素社会への対応」[16]
- 「グリーン購入の推進」[16]
- 「電力（事務所）の削減」[16]

### 炭素税
- 環境副大臣として「炭素税の重要性については十分認識しており環境省としても全力を尽くす」と明言[18]。
- グリーン連合は、経産省をはじめ、多くの議員に炭素税の導入を要望したが、渡嘉敷奈緒美環境副大臣について、「とても快活で積極的な副大臣で、私たちを「応援団」として、しっかり認識して下さっていたようです。」と発表した[19]。

### その他
- 憲法改正に賛成[20]。
- 女性宮家の創設に反対[20]。
- 選択的夫婦別姓制度導入にどちらかといえば反対[21]。
- 厚生労働省が2017年に発表した受動喫煙対策を強化する健康増進法改正案について、「厚労省が出そうとしている法律はけっこうきつい。最低限のところは法律で決めて、そこから先はモラルに任せていくという自由度があった方がいいのではないか」として飲食店などを原則禁煙とすることに反対[22]。

## 人物

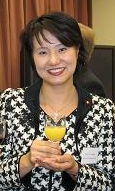
渡嘉敷奈緒美

- 安倍晋三の妻・安倍昭恵は聖心女子学院中等科・高等科時代の同級生である[23]。

## 所属団体・議員連盟
- 自民党たばこ議員連盟[24]
- 日本会議国会議員懇談会[25]
- 神道政治連盟国会議員懇談会[25]
- みんなで靖国神社に参拝する国会議員の会[25]
- 再チャレンジ支援議員連盟
- 83会
- 日本の尊厳と国益を護る会[26]

## 選挙歴
| 当落 | 選挙                     | 執行日         | 年齢 | 選挙区       | 政党       | 得票数    | 得票率 | 定数 | 得票順位 /候補者数 | 政党内比例順位 /政党当選者数 |
| ---- | ------------------------ | -------------- | ---- | ------------ | ---------- | --------- | ------ | ---- | ------------------ | ---------------------------- |
| 当   | 1999年杉並区議会議員選挙 | 1999年4月23日  | 36   | ーー         | 無所属     | 2316票    | ーー   | 52   | 45/68              | /                            |
| 当   | 2003年杉並区議会議員選挙 | 2003年4月27日  | 40   | ーー         | 無所属     | 3497票    | ーー   | 48   | 8/66               | /                            |
| 落   | 2005年東京都議会議員選挙 | 2005年7月3日   | 42   | 杉並区選挙区 | 無所属     | 6249票    | ーー   | 6    | 11/13              | /                            |
| 当   | 第44回衆議院議員総選挙   | 2005年09月11日 | 43   | 大阪府第7区  | 自由民主党 | 9万8151票 | 43.36% | 1    | 1/4                | /                            |
| 落   | 第45回衆議院議員総選挙   | 2009年08月30日 | 47   | 大阪府第2区  | 自由民主党 | 7万2888票 | 33.55% | 1    | 2/4                | 23/9                         |
| 当   | 第46回衆議院議員総選挙   | 2012年12月16日 | 50   | 大阪府第7区  | 自由民主党 | 7万361票  | 33.30% | 1    | 1/5                | /                            |
| 当   | 第47回衆議院議員総選挙   | 2014年12月14日 | 52   | 大阪府第7区  | 自由民主党 | 8万1109票 | 43.20% | 1    | 1/3                | /                            |
| 当   | 第48回衆議院議員総選挙   | 2017年10月22日 | 55   | 大阪府第7区  | 自由民主党 | 8万2337票 | 43.63% | 1    | 1/3                | /                            |
| 落   | 第49回衆議院議員総選挙   | 2021年10月31日 | 59   | 大阪府第7区  | 自由民主党 | 7万1592票 | 45.34% | 1    | 2/5                | 9/8                          |
| 落   | 第50回衆議院議員総選挙   | 2024年10月27日 | 62   | 大阪府第7区  | 自由民主党 | 6万6435票 | 31.03% | 1    | 2/4                | 11/6                         |